# Universität Sanaa

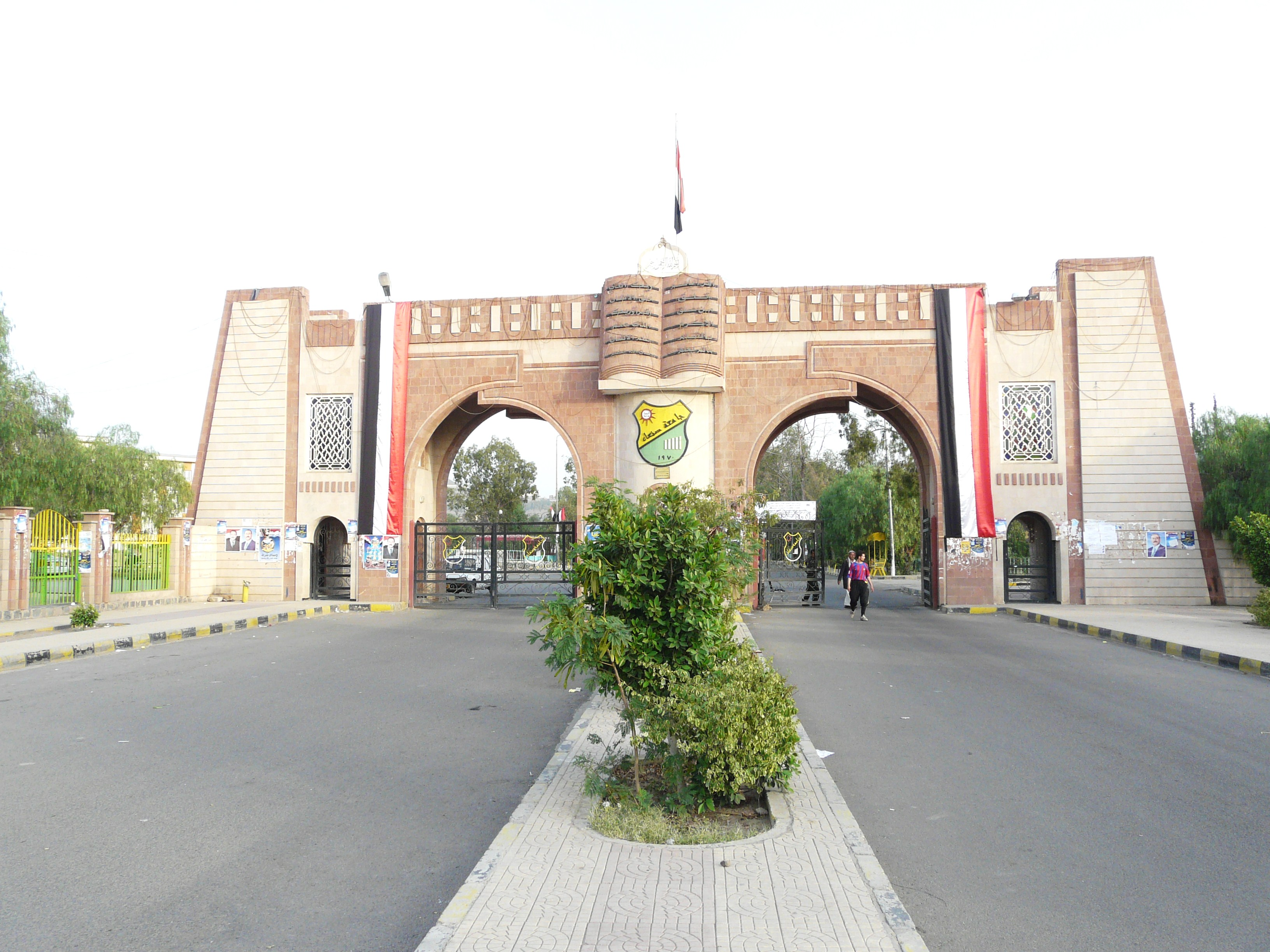
Haupteingang der Universität

Die Universität Sanaa (englisch Sana’a University; arabisch: جامعة صنعاء) wurde 1970 als erste und wichtigste Universität in der Arabischen Republik Jemen (Nordjemen), der heutigen Jemenitischen Republik, gegründet. Sie befindet sich in der jemenitischen Hauptstadt Sanaa und umfasst derzeit 17 Fakultäten.
Die jemenitische Friedensnobelpreisträgerin Tawakkol Karman hat an der Universität studiert.
Der Hochschullehrer Husayn al-Umari, Mitglied des Schura-Rats, Mitglied des UNESCO-Exekutivausschusses, Professor für Neuere Geschichte an der Universität, war einer der Unterzeichner der Botschaft aus Amman.